# National Society of Film Critics Award/Beste Nebendarstellerin

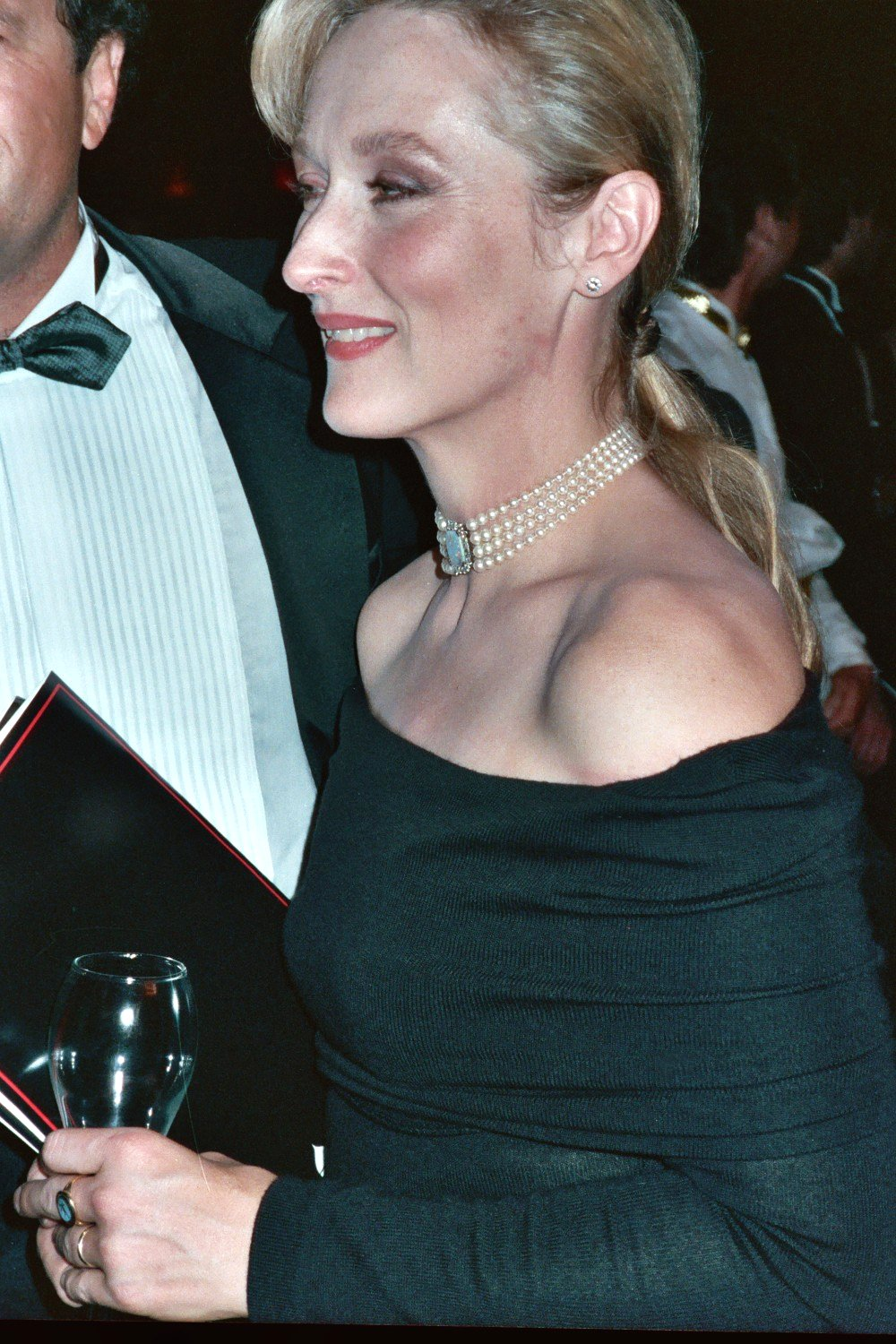
Drei Mal als Beste Nebendarstellerin geehrt: die US-Amerikanerin Meryl Streep

Gewinner des Preises der National Society of Film Critics in der Kategorie Beste Nebendarstellerin (Best Supporting Actress). Die Auszeichnungen werden alljährlich Anfang Januar für die besten Filmproduktionen und Filmschaffenden des zurückliegenden Kalenderjahres präsentiert. 1975 und 1977 fanden jeweils zwei Preisverleihungen im Januar und Dezember statt, woraufhin der National Society of Film Critics Award im Jahr 1976 und 1978 nicht vergeben wurde.
Am erfolgreichsten in dieser Kategorie war die US-amerikanische Schauspielerin Meryl Streep, die den Preis zwischen 1979 und 2007 drei Mal gewinnen konnte. Zwölf Mal gelang es der Filmkritikervereinigung, vorab die Oscar-Gewinnerin zu präsentieren, zuletzt im Jahr 2020 geschehen, als sich die US-Amerikanerin Laura Dern (Marriage Story) in die Siegerliste eintragen konnte. 2009 wurde mit Hanna Schygulla (Auf der anderen Seite) erstmals eine Schauspielerin aus dem deutschsprachigen Raum mit dem amerikanischen Filmpreis honoriert.
Bei der letzten Preisvergabe im Jahr 2022 gewann Ruth Negga (Seitenwechsel, 46 Punkte) vor Ariana DeBose (West Side Story, 22 Punkte) und Jessie Buckley (Frau im Dunkeln, 21 Punkte).
| Jahr   | Preisträger         | Filmtitel                                              | Deutscher Verleihtitel                                       |
| ------ | ------------------- | ------------------------------------------------------ | ------------------------------------------------------------ |
| 1968   | Marjorie Rhodes     | The Family Way                                         | Honigmond 67                                                 |
| 1969   | Billie Whitelaw     | Charlie Bubbles                                        | Ein erfolgreicher Blindgänger                                |
| 1970 ¹ | Siân Phillips       | Goodbye, Mr. Chips                                     | Goodbye, Mr. Chips                                           |
| 1970 ¹ | Delphine Seyrig     | Baisers volés                                          | Geraubte Küsse                                               |
| 1971   | Lois Smith          | Five Easy Pieces                                       | Five Easy Pieces – Ein Mann sucht sich selbst                |
| 1972   | Ellen Burstyn       | The Last Picture Show                                  | Die letzte Vorstellung                                       |
| 1973   | Jeannie Berlin      | The Heartbreak Kid                                     | Pferdewechsel in der Hochzeitsnacht                          |
| 1974   | Valentina Cortese   | La nuit américaine                                     | Die amerikanische Nacht                                      |
| 1975   | Bibi Andersson      | Scener ur ett äktenskap                                | Szenen einer Ehe                                             |
| 1975   | Lily Tomlin         | Nashville                                              | Nashville                                                    |
| 1977   | Jodie Foster        | Taxi Driver                                            | Taxi Driver                                                  |
| 1977   | Ann Wedgeworth      | Handle with Care                                       | Flotte Sprüche auf Kanal 9                                   |
| 1979   | Meryl Streep        | The Deer Hunter                                        | Die durch die Hölle gehen                                    |
| 1980   | Meryl Streep ²      | Kramer vs. Kramer Manhattan The Seduction of Joe Tynan | Kramer gegen Kramer Manhattan Die Verführung des Joe Tynan   |
| 1981   | Mary Steenburgen ²  | Melvin and Howard                                      | Melvin und Howard                                            |
| 1982   | Maureen Stapleton ² | Reds                                                   | Reds                                                         |
| 1983   | Jessica Lange ²     | Tootsie                                                | Tootsie                                                      |
| 1984   | Sandra Bernhard     | The King of Comedy                                     | The King of Comedy                                           |
| 1985   | Melanie Griffith    | Body Double                                            | Der Tod kommt zweimal                                        |
| 1986   | Anjelica Huston ²   | Prizzi's Honor                                         | Die Ehre der Prizzis                                         |
| 1987   | Dianne Wiest ²      | Hannah and Her Sisters                                 | Hannah und ihre Schwestern                                   |
| 1988   | Kathy Baker         | Street Smart                                           | Glitzernder Asphalt                                          |
| 1989   | Mercedes Ruehl      | Married to the Mob                                     | Die Mafiosi-Braut                                            |
| 1990   | Anjelica Huston     | Enemies: A Love Story                                  | Feinde – Die Geschichte einer Liebe                          |
| 1991   | Annette Bening      | The Grifters                                           | Grifters                                                     |
| 1992   | Jane Horrocks       | Life Is Sweet                                          | Life is Sweet                                                |
| 1993   | Judy Davis          | Husbands and Wives                                     | Ehemänner und Ehefrauen                                      |
| 1994   | Madeleine Stowe     | Short Cuts                                             | Short Cuts                                                   |
| 1995   | Dianne Wiest ²      | Bullets Over Broadway                                  | Bullets Over Broadway                                        |
| 1996   | Joan Allen          | Nixon                                                  | Nixon                                                        |
| 1997   | Barbara Hershey     | The Portrait of a Lady                                 | Portrait of a Lady                                           |
| 1998   | Julianne Moore      | Boogie Nights                                          | Boogie Nights                                                |
| 1999   | Judi Dench ²        | Shakespeare in Love                                    | Shakespeare in Love                                          |
| 2000   | Chloë Sevigny       | Boys Don't Cry                                         | Boys Don’t Cry                                               |
| 2001   | Elaine May          | Small Time Crooks                                      | Schmalspurganoven                                            |
| 2002   | Helen Mirren        | Gosford Park                                           | Gosford Park                                                 |
| 2003   | Patricia Clarkson   | Far from Heaven                                        | Dem Himmel so fern                                           |
| 2004   | Patricia Clarkson   | Pieces of April The Station Agent                      | Pieces of April – Ein Tag mit April Burns Station Agent      |
| 2005   | Virginia Madsen     | Sideways                                               | Sideways                                                     |
| 2006   | Amy Adams           | Junebug                                                | Junikäfer                                                    |
| 2007   | Meryl Streep        | The Devil Wears Prada A Prairie Home Companion         | Der Teufel trägt Prada Robert Altman’s Last Radio Show       |
| 2008   | Cate Blanchett      | I’m Not There                                          | I’m Not There                                                |
| 2009   | Hanna Schygulla     | Auf der anderen Seite                                  | Auf der anderen Seite                                        |
| 2010   | Mo’Nique ²          | Precious: Based on the Novel “Push” by Sapphire        | Precious – Das Leben ist kostbar                             |
| 2011   | Olivia Williams     | The Ghost Writer                                       | Der Ghostwriter                                              |
| 2012   | Jessica Chastain    | The Tree of Life Take Shelter The Help                 | The Tree of Life Take Shelter – Ein Sturm zieht auf The Help |
| 2013   | Amy Adams           | The Master                                             | The Master                                                   |
| 2014   | Jennifer Lawrence   | American Hustle                                        | American Hustle                                              |
| 2015   | Patricia Arquette ² | Boyhood                                                | Boyhood                                                      |
| 2016   | Kristen Stewart     | Clouds of Sils Maria                                   | Die Wolken von Sils Maria                                    |
| 2017   | Michelle Williams   | Manchester by the Sea                                  | Manchester by the Sea                                        |
| 2018   | Laurie Metcalf      | Lady Bird                                              | Lady Bird                                                    |
| 2019   | Regina King ²       | If Beale Street Could Talk                             | Beale Street                                                 |
| 2020   | Laura Dern ²        | Little Women Marriage Story                            | Little Women Marriage Story                                  |
| 2021   | Marija Bakalowa     | Borat Subsequent Moviefilm                             | Borat Anschluss Moviefilm                                    |
| 2022   | Ruth Negga          | Passing                                                | Seitenwechsel                                                |

¹ = Aufgrund eines Rechenfehlers wurde die Auszeichnung von Delphine Seyrig erst 1990 nachgetragen.

² = Schauspielerinnen, die für ihre Rolle später den Oscar als Beste Nebendarstellerin des Jahres gewannen.